# Zell im Fichtelgebirge
Zell im Fichtelgebirge (hasta 2007, Zell) es una localidad ubicada en el distrito de Hof, en el estado alemán de Baviera. Tiene una población estimada, a fines de 2020, de 1903 habitantes.
Está localizada en el parque natural de Fichtelgebirge, cerca de la frontera con la República Checa.
En su entorno nace el río Saale.

## Lugares de interés
La localidad tiene un conocido e histórico mercado que se encuentra en el centro del camino entres las ciudades de Hof y Bayreuth, a unos 5 kilómetros de la carretera federal B 2 y a unos 10 kilómetros de la autopista A 9.
El río Saale fluye desde el monte Waldstein de las Fichtelgebirge, muy cerca de Zell im Fichtelgebirge, en un área muy accesible y bien señalizada por diferentes rutas de senderismo.